# NGC 231
NGC 231 (другое обозначение — ESO 29-SC5) — рассеянное скопление в Малом Магеллановом Облаке.
Было обнаружено  1 августа 1826 года Джеймсом Данлопом и повторно наблюдалось 12 августа 1834 года британским астрономом Джоном Фредериком Уильямом Гершелем.
Является частью цепочки из трёх звёздных скоплений (два других — NGC 220 и NGC 222).
По оценкам, расстояние от скопления до Млечного пути составляет 199 миллионов световых лет.
Этот объект входит в число перечисленных в оригинальной редакции «Нового общего каталога».